# Dami Im
Dami Im (Incheon, Zuid-Korea, 17 oktober 1988) is een Australisch zangeres van Zuid-Koreaanse origine.

## Biografie
Im emigreerde met haar familie op negenjarige leeftijd van haar geboorteland Zuid-Korea naar Australië. In 2010 bracht ze haar eerste album uit. Drie jaar later nam ze deel aan de Australische versie van X Factor, een talentenjacht die ze wist te winnen. Het leverde haar een platencontract op bij Sony Music. Ze vertegenwoordigde Australië op het Eurovisiesongfestival 2016 met het nummer Sound of Silence. Ze werd uiteindelijk tweede met 511 punten, achter de winnares uit Oekraïne, Jamala.

## Discografie

### Albums
- Dream (2010, in Zuid-Korea)
- Dami Im (2013)
- Heart Beats (2014)
- Classic Carpenters (2016)

### Singles
| Single met eventuele hitnotering(en) in de Nederlandse Top 40 | Datum van verschijnen | Datum van binnenkomst | Hoogste positie | Aantal weken | Opmerkingen                                                         |
| ------------------------------------------------------------- | --------------------- | --------------------- | --------------- | ------------ | ------------------------------------------------------------------- |
| Sound of silence                                              | 2016                  | -                     |                 |              | Inzending Eurovisiesongfestival 2016 / Nr. 100 in de Single Top 100 |

| Single met hitnotering(en) in de Vlaamse Ultratop 50 | Datum van verschijnen | Datum van binnenkomst | Hoogste positie | Aantal weken | Opmerkingen                          |
| ---------------------------------------------------- | --------------------- | --------------------- | --------------- | ------------ | ------------------------------------ |
| Sound of silence                                     | 2016                  | 21-05-2016            | tip11*          |              | Inzending Eurovisiesongfestival 2016 |